# M. Keynes et les « Classiques »
M. Keynes et les « Classiques » : suggestion d'une interprétation (en anglais : Mr. Keynes and the "Classics"; a suggested interpretation) est un article académique d'économie célèbre, connu comme la première formalisation des thèses keynésiennes exposées par John Maynard Keynes dans la Théorie générale de l'emploi, de l'intérêt et de la monnaie. Publié par John Hicks en 1937, cet article donne le coup d'envoi de la synthèse néoclassique.

## Contexte

### Publication de laThéorie généraleet controverses interprétatives
John Maynard Keynes publie, en février 1936, sa Théorie générale de l'emploi, de l'intérêt et de la monnaie. Dès sa parution, le livre, qui offre peu de formalisation, fait l'objet d'interprétations dissidentes et contraires. Certains économistes publient alors des articles académiques visant à clarifier par la modélisation les thèses de l'auteur.

### Publication de John Hicks
John Ricks, qui est alors enseignant-chercheur à l'université de Cambridge, suit de près les publications de Keynes. En juin 1936, il publie dans The Economic Journal une recension de la Théorie générale. L'année suivante, il rédige « M. Keynes et les Classiques », une formalisation du chapitre 18 de la Théorie générale, qu'il envoie à la revue Econometrica. Elle le publie dans son n°2, vol. 5, en avril 1937.
La paternité du contenu de l'article est débattue. Le texte est basé sur des notes rédigées par Hicks en vue d'un colloque de la Econometric Society de l'université d'Oxford de septembre 1936. Il prend en compte les débats qui s'y tiennent et modifie ses notes en vue de la rédaction de l'article. Warren Young soutient que l'article est "non pas tant une nouvelle pièce d'analyse, mais une synthèse des tentatives interprétatives de Roy Harrod et de James Meade.

## Contenu
Hicks se fonde sur le concept de préférence pour la liquidité. Il fournit avec son article le cadre de référence de la synthèse néoclassique, courant de pensée qui cherche, à partir de la publication de la Théorie générale, à concilier des éléments de l'école néoclassique avec d'autres du keynésianisme.
La reformulation d'Hicks aboutit à un modèle, le modèle IS-LM. Il se fonde sur trois équations, qui rendent compte de rapports entre variables économiques : le taux d'intérêt détermine le taux d'investissement en sens contraire ; le montant de l'épargne est égal à celui de l'investissement (d'où la courbe Investment and Savings, IS) ; enfin, le montant de la monnaie détermine le taux d'intérêt.

## Postérité
L'article d'Hicks est le premier à avoir proposé une interprétation solide des résultats de la Théorie générale en lui fournissant un cadre analytique. En prenant position sur l'interprétation adéquate du keynésianisme, Hicks pose en fait la première pierre de l'école de la synthèse néoclassique, qui va chercher à modéliser Keynes et à jeter des ponts entre le keynésianisme et l'école néoclassique.
La simplicité du modèle IS-LM le rend très populaire au sein des facultés d'économie, à tel point que le modèle proposé par Hicks est parfois devenu synonyme au keynésianisme. James Tobin en a vanté la capacité heuristique.

## Débats et critiques

### Sur-simplification théorique
L'article a été critiqué comme une sur-simplification de la théorie keynésienne qui irait dans le sens d'une trahison des idées de ce dernier. Joan Robinson a par exemple dénoncé le modèle comme la première pierre d'une « bâtardisation du keynésianisme » (bastard Keynesianism). Dans L'imposture économique, Steve Keen souligne que le modèle IS-LM, en simplifiant la théorie keynésienne, lui a infligé un « régime amincissant ».

### Caractère statique du modèle
Axel Leijonhufvud publie en 1968 un livre critique envers l'article de Hicks. Il soutient que l'économiste a mal représenté la théorie keynésienne du fait du caractère statique du système d'équations proposé par l'article.